# شاطرهویوک (غازی عینتاب)
شاطرهویوک (به ترکی استانبولی: Şatırhüyük) یک منطقهٔ مسکونی در ترکیه است که در استان غازی عینتاب واقع شده‌است. شاطرهویوک ۲٬۹۹۰ نفر جمعیت دارد و ۶۳۰ متر بالاتر از سطح دریا واقع شده‌است.